# 政治迫害受害者纪念博物馆
政治迫害受害者纪念博物馆（英語：Victims of Political Persecution Memorial Museum）位于蒙古国首都乌兰巴托，是纪念1930年代蒙古人民共和国的清洗以及大镇压中的受害者的博物馆。

## 简介
在1930年代蒙古人民共和国的清洗以及大镇压中，大批蒙古人民革命党及蒙古人民共和国领导人、知识分子遭到迫害。蒙古失去了其最杰出的诗人、科学家及思想家们。
博物馆的灵感来自于原蒙古人民共和国总理博勒吉德·根登，他因拒绝执行斯大林清洗喇嘛的命令而于1937年在莫斯科被处决。该博物馆是由根登的女儿创建并管理。该馆地下室的墙壁上有20000名死者的名字。黄色的名字表示死者是一位喇嘛，红色代表其为蒙古人民革命党成员，蓝色表示其为平民。